# Vendenesse-lès-Charolles
Vendenesse-lès-Charolles ist eine französische Gemeinde mit 738 Einwohnern (Stand: 1. Januar 2022) im Département Saône-et-Loire in der Region Bourgogne-Franche-Comté (vor 2016 Bourgogne). Sie gehört zum Arrondissement Charolles und zum Kanton Charolles.

## Geographie
Vendenesse-lès-Charolles liegt etwa 59 Kilometer südöstlich von Chalon-sur-Saône am Fluss Semence.
Nachbargemeinden von Vendenesse-lès-Charolles sind Viry im Norden, Saint-Bonnet-de-Joux im Nordosten, Suin im Osten, Beaubery im Osten und Südosten, Ozolles im Süden, Vaudebarrier im Südwesten sowie Charolles im Westen.
Durch die Gemeinde führt die Route nationale 79.

## Bevölkerungsentwicklung
| Jahr                      | 1962 | 1968 | 1975 | 1982 | 1990 | 1999 | 2006 | 2013 |
| Einwohner                 | 904  | 849  | 801  | 797  | 750  | 699  | 769  | 758  |
| Quelle: Cassini und INSEE |      |      |      |      |      |      |      |      |

## Sehenswürdigkeiten
- Kirche Saint-Denis
- Kalköfen (Monuments historiques)
- Burg Collanges aus dem 10. Jahrhundert

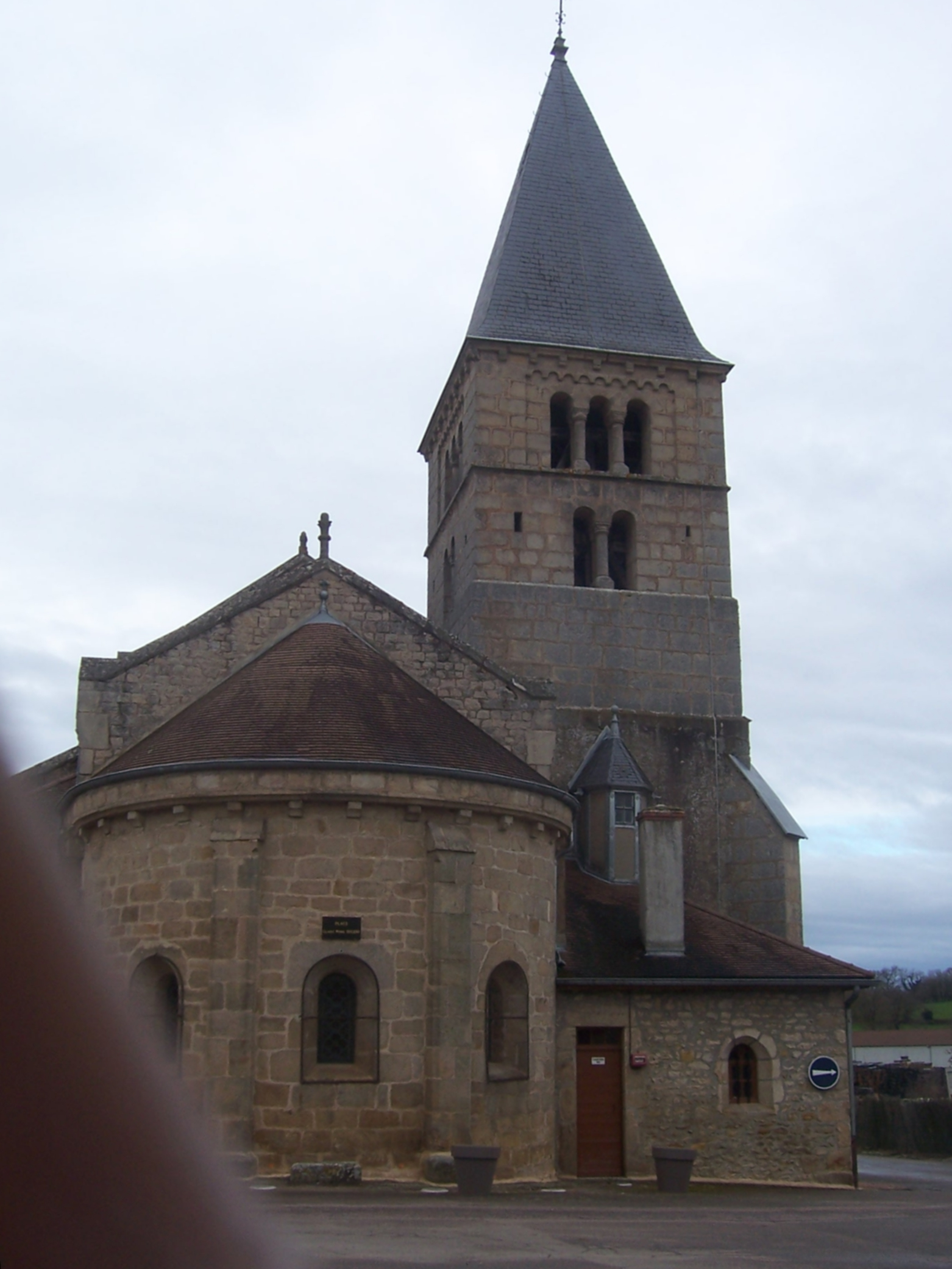
Kirche Saint-Denis